# Pravo u 1475.
◄◄ | ◄ | 1472. | 1473. | 1474. | 1475.  | 1476. | 1477. | 1478. | ► | ►►
Arhitektura • Astronomija • Glazba • Knjige • Književnost • Kršćanstvo • Medicina • Pravo • Promet • Slikarstvo • Znanost
Pravo u 1475.

## Hrvatska i u Hrvata

### Događaji
- Statut zadarskih mornara i ribara

## Vanjske poveznice
|  | Zajednički poslužitelj ima još gradiva o temi Pravo |